# Hanna Honthy
Hanna Honthy, nata Hajnalka Hugel (Budapest, 21 febbraio 1893 – Budapest, 30 dicembre 1978), è stata una cantante e attrice ungherese.

## Biografia
Nata a Budapest nel 1893, iniziò la sua carriera artistica ancora bambina, studiando danza. Dopo aver finito gli studi privatamente, seguì corsi di recitazione dal 1914 al 1915 e di canto con il tenore Georg Anthes.

## Filmografia
- Budapesti hangos filmkabaré
- Risveglio (Régi nyár), regia di Félix Podmaniczky (1941)
- Déryné
- Díszelőadás
- Bástyasétány '74